# Gothic Lolita Agitator
Gothic Lolita Agitator é o sexto álbum do quarteto Yousei Teikoku (妖精帝国, Yōsei Teikoku, lit. Império das fadas), lançado em 22 de Dezembro de 2010, pela gravadora Lantis.

## Faixas
| N.º            | Título                                                  | Duração |  |
| 1.             | "Asgard"                                                | 3:46    |  |
| 2.             | "Still Alive"                                           | 4:13    |  |
| 3.             | "One"                                                   | 4:10    |  |
| 4.             | "Baptize"                                               | 3:30    |  |
| 5.             | "Keep Existing"                                         | 3:46    |  |
| 6.             | "Gekkou No Chigiri (月光の契り, lit. Promessa do Luar)" | 3:49    |  |
| 7.             | "Call My Name"                                          | 4:28    |  |
| 8.             | "Sacrifice"                                             | 3:28    |  |
| 9.             | "Gekkakou (月下香, lit. Tuberosa)"                      | 4:58    |  |
| 10.            | "Rebellion Anthem"                                      | 5:15    |  |
| 11.            | "Viscum Album"                                          | 4:44    |  |
| 12.            | "Gothic Lolita Agitator"                                | 9:22    |  |
| Duração total: | Duração total:                                          | 59:29   |  |

## Formação
- Yui Itsuki (伊月ゆい, Itsuki Yui) (vocalista)
- Takaha Tachibana (橘 尭葉, Tachibana Takaha) (guitarrista, tecladista)
- Nanami (baixista)
- Relu (baterista)